# Club Atlético Boca Juniors 1920
Questa voce raccoglie le informazioni riguardanti il Boca Juniors nelle competizioni della stagione 1920.

## Sintesi stagione
Subito all'inizio del 1920 si tengono le nuove elezioni presidenziali ed Emilio Meincke lascia l'incarico a Emilio Gagliolo, che decide per il Boca Juniors di continuare sulla linea di rimanere affiliato alla AAF e costruisce una squadra che dominerà nei futuri anni, aggiungendo alcune pedine fondamentali alla rosa. Arrivano gli attaccanti Antonio Cerroti (detto el Carburín, per il suo umile lavoro di venditore ambulante di carbone prima di iniziare la sua attività calcistica), e Felipe Galíndez, Carmelo Pozzo e Dante Pertini (fratello del futuro vicepresidente del Boca dal 1947 al 1953, Luis Pertini, nonché zio del fuoriclasse Alfredo Di Stéfano, futuro allenatore del Boca Juniors). Infine il difensore Capelletti finisce di scontare la sua squalifica di due anni subita nel 1918, e può tornare a giocare.
Le basi ci sono tutte per rivincere il campionato. Allo scopo di sopperire alla "scissione" di ben 13 squadre dalla AAF avvenuta nel 1919, quest'ultima autorizza la promozione immediata di ben 6 squadre e di affiliare lo Sportivo Barracas, aggregandole al campionato di massima divisione. Tuttavia, i problemi interni alla AAF non finiscono, perché verso metà del campionato tre squadre (Lanús, Sportivo de Almagro e Palermo) abbandonano la federazione per trasferirsi alla rivale "secessionista", la Asociación Amateurs de Football (AAmF). Per far continuare regolarmente il campionato, la AAF decide quindi di aggiudicare la vittoria a tavolino per le squadre che ancora devono affrontare le tre compagini ritiratesi fino a quel momento. Il torneo del Boca Juniors è un dominio assoluto. Una differenza in classifica di ben 12 punti dalla seconda classificata (il Banfield, che deciderà anch'essa di disaffiliarsi dalla AAF alla fine della stagione), con una differenza reti di +45 (52 gol fatti e soli 7 subiti in 24 partite), permettono agli Xeneizes di aggiudicarsi senza problemi il suo 2º titolo nazionale della sua storia.
Il Boca partecipa piuttosto mediocremente alla nuova Copa Estímulo, che però vede il suo svolgimento interrompersi quando il Banfield si ritira dalla AAF. Nella Copa Ibarguren il Boca Juniors affronta i campioni della Liga Rosarina del Tiro Federal. Tuttavia, nonostante abbia vinto la partita, la AAF impone di rigiocarla per aver schierato contro il regolamento Tesoriere e Martínez e nella seconda sfida perde nettamente. Gli Xeneizes tornano a disputare la Copa de Honor e arrivano in finale a giocare contro il Banfield; pur perdendo la finale, il ritiro dalla AAF di quest'ultima squadra permette al Boca Juniors di accedere alla "finale internazionale" contro gli uruguaiani dell'Universal, con in palio la Copa de Honor Cousenier. La partita verrà disputata addirittura dopo tre anni, il 20 settembre 1923, quando il Boca Juniors vincerà nettamente per 2-0. Quest'ultima vittoria (a cui hanno partecipato le future "bandiere" Tarasconi, Médici, Bidoglio e Mutis) segna il primo trofeo internazionale ottenuto dagli Xeneizes nella loro storia.

### Superclásico
In questa stagione il Boca Juniors non ha affrontato il River Plate. Il Superclásico tornerà ad essere giocato in una gara ufficiale soltanto nel 1927.

## Maglie e sponsor
Con la stagione 1920 è la seconda divisa a cambiare leggermente, passando dai pantaloncini gialli della scorsa stagione al colore bianco, come nella prima divisa.
| 1ª divisa | 2ª divisa |

## Rosa
Nota: nell'elenco sottostante non sono presenti i giocatori che nella stagione 1920 non facevano parte della rosa ma che hanno preso parte alla Copa Ibarguren, disputata nel 1922, e alla Copa de Honor Cousenier disputata nel 1923, di competenza entrambe della stagione 1920. La loro presenza sarà comunque riportata nella sezione "Statistiche".
| N. |                      | Ruolo | Calciatore          |
| -- | -------------------- | ----- | ------------------- |
|    | Argentina (bandiera) | P     | Rosario Galeano     |
|    | Argentina (bandiera) | P     | Antonio Mancinelli  |
|    | Argentina (bandiera) | P     | Américo Tesoriere   |
|    | Argentina (bandiera) | P     | Juan Saliva         |
|    | Argentina (bandiera) | D     | Juan Anglese        |
|    | Argentina (bandiera) | D     | Victorio Capelletti |
|    | Argentina (bandiera) | D     | Antonio Cortella    |
|    | Argentina (bandiera) | D     | Juan Mainardi       |
|    | Argentina (bandiera) | D     | José Ortega         |
|    | Argentina (bandiera) | C     | Ricardo Balbi       |
|    | Argentina (bandiera) | C     | Dionisio Becaas     |
|    | Argentina (bandiera) | C     | Mario Busso         |
|    | Argentina (bandiera) | C     | Alfredo Elli        |
|    | Argentina (bandiera) | D     | Pablo La Palma      |
|    | Argentina (bandiera) | C     | Alfredo López       |
|    | Argentina (bandiera) | A     | Enrique Bertolini   |

| N. |                      | Ruolo | Calciatore        |
| -- | -------------------- | ----- | ----------------- |
|    | Argentina (bandiera) | A     | Pablo Bozzo       |
|    | Argentina (bandiera) | A     | Enrique Brichetto |
|    | Argentina (bandiera) | A     | Pedro Calomino    |
|    | Uruguay (bandiera)   | A     | Zoilo Canaveri    |
|    | Argentina (bandiera) | A     | Antonio Cerroti   |
|    | Argentina (bandiera) | A     | Domingo Costa     |
|    | Argentina (bandiera) | A     | Felipe Galíndez   |
|    | Argentina (bandiera) | A     | Alfredo Garasini  |
|    | Argentina (bandiera) | A     | Alfredo Martín    |
|    | Argentina (bandiera) | A     | Marcelino Marínez |
|    | Argentina (bandiera) | A     | Pedro Miranda     |
|    | Argentina (bandiera) | A     | Dante Pertini     |
|    | Argentina (bandiera) | A     | Carmelo Pozzo     |
|    | Argentina (bandiera) | A     | Antonio Sánchez   |
|    | Argentina (bandiera) | A     | Alfredo Taggino   |

## Calciomercato

### Operazioni esterne alle sessioni
| Acquisti         | Acquisti            | Acquisti         | Acquisti         |
| Altre operazioni | Altre operazioni    | Altre operazioni | Altre operazioni |
| R.               | Nome                | da               | Modalità         |
| ---------------- | ------------------- | ---------------- | ---------------- |
| P                | Antonio Mancinelli  | -                | -                |
| P                | Juan Saliva         | -                | -                |
| D                | Victorio Capelletti | -                | -                |
| C                | Ricardo Balbi       | -                | -                |
| D                | Pablo La Palma      | -                | -                |
| A                | Enrique Bertolini   | -                | -                |
| A                | Antonio Cerroti     | -                | -                |
| A                | Domingo Costa       | -                | -                |
| A                | Felipe Galíndez     | -                | -                |
| A                | Marcelino Marínez   | -                | -                |
| A                | Dante Pertini       | -                | -                |
| A                | Carmelo Pozzo       | -                | -                |
| A                | Alfredo Taggino     | -                | -                |

| Cessioni         | Cessioni         | Cessioni         | Cessioni         |
| Altre operazioni | Altre operazioni | Altre operazioni | Altre operazioni |
| R.               | Nome             | a                | Modalità         |
| ---------------- | ---------------- | ---------------- | ---------------- |
| A                | Pablo Valenzano  |                  |                  |

## Risultati

### Copa Campeonato
| Arbitro: | Novarino |

|                                         |           |              |
| Calomino 40’ (rig.) Martín 80’ Elli 83’ | Marcatori | 36’ Polimeni |

| Arbitro: | Mac Carthy |

|  |           |                         |
|  | Marcatori | 12’ Garasini 83’ Martín |

| Arbitro: | Repossi |

|                                                                                   |           |  |
| Garasini 10’ Miranda 14’ Garasini 36’ Martín 37’ Calomino 43’ (rig.) Calomino 75’ | Marcatori |  |

| Arbitro: | Mac Carthy |

|                                |           |                         |
| Recanatini 40’ (rig.) Zabaleta | Marcatori | 10’ Pertini 52’ Pertini |

| Arbitro: | Gardi |

|                        |           |  |
| Calomino 14’ Busso 82’ | Marcatori |  |

| Arbitro: | Diez |

|  |           |                           |
|  | Marcatori | 36’ Calomino 87’ Garasini |

| Arbitro: | Repossi |

|  |           |            |
|  | Marcatori | 75’ Ragoni |

| Buenos Aires 6 giugno 1920 8ª giornata | Sp. Barracas | 0 – 0 referto | Boca Juniors | Stadio dello Sportivo Barracas\| Arbitro: \| Diez \| |
| Arbitro:                               | Diez         |               |              |                                                      |

| Arbitro: | Migliano |

|                                   |           |  |
| Bozzo 14’ Brichetto 33’ Bozzo 63’ | Marcatori |  |

| Buenos Aires 27 giugno 1920 10ª giornata | Huracán | 0 – 0 referto | Boca Juniors | Stadio dell'Huracán\| Arbitro: \| Cúneo \| |
| Arbitro:                                 | Cúneo   |               |              |                                            |

| Arbitro: | Muzio |

|                          |           |  |
| Taggino 13’ Galíndez 67’ | Marcatori |  |

| Arbitro: | Repossi |

|             |           |                                            |
| Polimeni 6’ | Marcatori | 49’ Galíndez 54’ Bozzo 65’ Bozzo 74’ Bozzo |

| Arbitro: | Virtù Bidone |

|           |           |                                                             |
| Tasín 75’ | Marcatori | 44’ (rig.) López 73’ Galíndez 79’ (rig.) López 80’ Galíndez |

| Arbitro: | Repossi |

|                                        |           |  |
| López 23’ (rig.) Martín 32’ Martín 80’ | Marcatori |  |

| Arbitro: | Repossi |

|              |           |                           |
| Calandra 19’ | Marcatori | 31’ Martínez 85’ Galíndez |

| Arbitro: | Thiem |

|  |           |                          |
|  | Marcatori | 6’ Galíndez 54’ Galíndez |

| Arbitro: | Oury |

|  |           |                                               |
|  | Marcatori | 44’ Bozzo 46’ Bozzo 48’ Galíndez 69’ Galíndez |

| Arbitro: | Coury |

|                                                                                     |           |  |
| Martínez 20’ Bozzo 25’ Galíndez 26’ Bozzo 61’ López 65’ (rig.) Bozzo 87’ Martín 89’ | Marcatori |  |

| Arbitro: | Repossi |

|                           |           |  |
| Calomino 29’ Galíndez 34’ | Marcatori |  |

| Arbitro: | Diez |

|  |           |                     |
|  | Marcatori | 10’ Bozzo 72’ Bozzo |

### Copa Estímulo

#### Prima fase
| Arbitro: | Coury |

|              |           |          |
| Calandra 30’ | Marcatori | 3’ Pozzo |

| Arbitro: | Diez |

|  |           |             |
|  | Marcatori | 29’ Bermani |

| Arbitro: | Migliano |

|           |           |  |
| Bozzo 32’ | Marcatori |  |

| Arbitro: | Cuneo |

|                     |           |                         |
| Bozzo 26’ Bozzo 59’ | Marcatori | 35’ Barreiro 49’ Flesca |

| Arbitro: | Novarino |

|             |           |  |
| Bermani 71’ | Marcatori |  |

Non si è potuto continuare lo svolgimento della Copa Estímulo per il ritiro dalla AAF del Club Atlético Banfield.

### Copa Ibarguren
La partita del 29 giugno terminata 2 a 1 per gli Xeneizes è stata annullata dalla AAF perché il Boca Juniors ha schierato irregolarmente Tesoriere e Martínez. La partita è stata rigiocata il 5 febbraio 1922.
| Arbitro: | S. Pérez |

|  |           |                                                         |
|  | Marcatori | 5’ Waelkens 10’ Podestà 17’ Podestà 75’ (rig.) Cochrane |

### Copa de Honor

#### Prima fase
| Arbitro: | Repossi |

|                                            |           |  |
| Calomino 3’ (rig.) Martín 72’ Calomino 75’ | Marcatori |  |

#### Fase ad eliminazione diretta
| Arbitro: | Oury |

|                                  |           |  |
| Garasini 13’ Canaveri 18’ (rig.) | Marcatori |  |

| Arbitro: | Repossi |

|                                  |           |  |
| Calomino 13’ (rig.) Calomino 44’ | Marcatori |  |

| Arbitro: | Diez |

|                                             |           |                     |
| Martín 17’ Galíndez 32’ Calomino 41’ (rig.) | Marcatori | 50’ Celli 58’ Celli |

| Arbitro: | Diez |

|              |           |                       |
| Martínez 23’ | Marcatori | 50’ Pambrún 66’ López |

Con la sconfitta per 2-1 contro il Banfield, il Boca Juniors ha perso la finale di Copa de Honor. Nonostante la sconfitta, tuttavia, gli Xeneizes hanno potuto disputare la finale internazionale contro i vincitori della Copa de Honor uruguaiana (l'Universal di Montevideo) a causa della disaffiliazione del Banfield dalla AAF.

### Copa de Honor Cousenier
Con la vittoria in finale per 2-0 sull'Universal di Montevideo, il Boca Juniors vince la Copa de Honor Cousenier e ottiene così il suo primo titolo ufficiale internazionale.
| Arbitro: | Dourado |

|  |           |                           |
|  | Marcatori | 12’ Pertini 30’ Tarasconi |

### Copa Ricardo Aldao
| Arbitro: | Louzau |

|              |           |                        |
| Calomino 55’ | Marcatori | 75’ Mazzali 82’ Romano |

## Statistiche

### Statistiche di squadra
| Competizione            | In casa | In casa | In casa | In casa | In casa | In casa | In trasferta | In trasferta | In trasferta | In trasferta | In trasferta | In trasferta | Totale | Totale | Totale | Totale | Totale | Totale | DR  |
| Competizione            | G       | V       | N       | P       | Gf      | Gs      | G            | V            | N            | P            | Gf           | Gs           | G      | V      | N      | P      | Gf     | Gs     | DR  |
| ----------------------- | ------- | ------- | ------- | ------- | ------- | ------- | ------------ | ------------ | ------------ | ------------ | ------------ | ------------ | ------ | ------ | ------ | ------ | ------ | ------ | --- |
| Copa Campeonato         | 9       | 8       | 0       | 1       | 28      | 2       | 11           | 8            | 3            | 0            | 24           | 5            | 20     | 16     | 3      | 1      | 52     | 7      | +45 |
| Copa Estímulo           | 3       | 1       | 1       | 1       | 3       | 3       | 2            | 0            | 1            | 1            | 1            | 2            | 5      | 1      | 2      | 2      | 4      | 5      | -1  |
| Copa Ibarguren          | 1       | 0       | 0       | 1       | 0       | 4       | 0            | 0            | 0            | 0            | 0            | 0            | 1      | 0      | 0      | 1      | 0      | 4      | -4  |
| Copa de Honor           | 5       | 4       | 0       | 1       | 11      | 4       | 0            | 0            | 0            | 0            | 0            | 0            | 5      | 4      | 0      | 1      | 11     | 4      | +7  |
| Copa de Honor Cousenier | 0       | 0       | 0       | 0       | 0       | 0       | 1            | 1            | 0            | 0            | 2            | 0            | 1      | 1      | 0      | 0      | 2      | 0      | +2  |
| Copa Aldao              | 1       | 0       | 0       | 1       | 1       | 2       | 0            | 0            | 0            | 0            | 0            | 0            | 1      | 0      | 0      | 1      | 1      | 2      | -1  |
| Totale                  | 19      | 14      | 1       | 5       | 43      | 15      | 14           | 9            | 4            | 1            | 27           | 7            | 33     | 22     | 5      | 6      | 70     | 22     | +48 |

### Statistiche individuali
| Giocatore     | Copa Campeonato | Copa Campeonato | Copa Campeonato | Copa Campeonato | Copa Estímulo | Copa Estímulo | Copa Estímulo | Copa Estímulo | Copa de Honor | Copa de Honor | Copa de Honor | Copa de Honor | Altre coppe | Altre coppe | Altre coppe | Altre coppe | Totale   | Totale | Totale      | Totale     |
| Giocatore     | Presenze        | Reti            | Ammonizioni     | Espulsioni      | Presenze      | Reti          | Ammonizioni   | Espulsioni    | Presenze      | Reti          | Ammonizioni   | Espulsioni    | Presenze    | Reti        | Ammonizioni | Espulsioni  | Presenze | Reti   | Ammonizioni | Espulsioni |
| ------------- | --------------- | --------------- | --------------- | --------------- | ------------- | ------------- | ------------- | ------------- | ------------- | ------------- | ------------- | ------------- | ----------- | ----------- | ----------- | ----------- | -------- | ------ | ----------- | ---------- |
| J. Anglese    | 2               | 0               | 0               | 0               | 5             | 0             | 0             | 0             | 0             | 0             | 0             | 0             | 1           | 0           | 0           | 0           | 8        | 0      | 0           | 0          |
| R. Balbi      | 0               | 0               | 0               | 0               | 1             | 0             | 0             | 0             | 0             | 0             | 0             | 0             | 0           | 0           | 0           | 0           | 1        | 0      | 0           | 0          |
| D. Becaas     | 12              | 0               | 0               | 0               | 5             | 0             | 0             | 0             | 3             | 0             | 0             | 0             | 0           | 0           | 0           | 0           | 20       | 0      | 0           | 0          |
| E. Bertolini  | 5               | 0               | 0               | 0               | 0             | 0             | 0             | 0             | 0             | 0             | 0             | 0             | 0           | 0           | 0           | 0           | 5        | 0      | 0           | 0          |
| L. Bidoglio   | 0               | 0               | 0               | 0               | 0             | 0             | 0             | 0             | 0             | 0             | 0             | 0             | 1           | 0           | 0           | 0           | 1        | 0      | 0           | 0          |
| P. Bozzo      | 17              | 12              | 0               | 0               | 5             | 3             | 0             | 0             | 5             | 0             | 0             | 0             | 2           | 0           | 0           | 0           | 29       | 15     | 0           | 0          |
| E. Brichetto  | 2               | 1               | 0               | 0               | 0             | 0             | 0             | 0             | 1             | 0             | 0             | 0             | 0           | 0           | 0           | 0           | 3        | 1      | 0           | 0          |
| M. Busso      | 11              | 1               | 0               | 0               | 0             | 0             | 0             | 0             | 4             | 0             | 0             | 0             | 4           | 0           | 0           | 0           | 19       | 1      | 0           | 0          |
| V. Capelletti | 1               | 0               | 0               | 0               | 0             | 0             | 0             | 0             | 0             | 0             | 0             | 0             | 2           | 0           | 0           | 0           | 3        | 0      | 0           | 0          |
| P. Calomino   | 20              | 7               | 0               | 0               | 0             | 0             | 0             | 0             | 4             | 5             | 0             | 0             | 4           | 2           | 0           | 0           | 28       | 14     | 0           | 0          |
| Z. Canaveri   | 0               | 0               | 0               | 0               | 0             | 0             | 0             | 0             | 1             | 1             | 0             | 0             | 0           | 0           | 0           | 0           | 1        | 1      | 0           | 0          |
| A. Cerroti    | 0               | 0               | 0               | 0               | 5             | 0             | 0             | 0             | 1             | 0             | 0             | 0             | 1           | 0           | 0           | 0           | 7        | 0      | 0           | 0          |
| A. Cortella   | 18              | 0               | 0               | 0               | 0             | 0             | 0             | 0             | 5             | 0             | 0             | 0             | 1           | 0           | 0           | 0           | 24       | 0      | 0           | 0          |
| D. Costa      | 0               | 0               | 0               | 0               | 0             | 0             | 0             | 0             | 1             | 0             | 0             | 0             | 1           | 0           | 0           | 0           | 2        | 0      | 0           | 0          |
| A. Elli       | 14              | 1               | 0               | 0               | 4             | 0             | 0             | 0             | 3             | 0             | 0             | 0             | 4           | 0           | 0           | 0           | 25       | 1      | 0           | 0          |
| L. Fabiano    | 0               | 0               | 0               | 0               | 0             | 0             | 0             | 0             | 0             | 0             | 0             | 0             | 1           | 0           | 0           | 0           | 1        | 0      | 0           | 0          |
| S. Fabiano    | 0               | 0               | 0               | 0               | 0             | 0             | 0             | 0             | 0             | 0             | 0             | 0             | 1           | 0           | 0           | 0           | 1        | 0      | 0           | 0          |
| R. Filiberti  | 0               | 0               | 0               | 0               | 0             | 0             | 0             | 0             | 0             | 0             | 0             | 0             | 1           | 0           | 0           | 0           | 1        | 0      | 0           | 0          |
| R. Galeano    | 0               | 0               | 0               | 0               | 0             | 0             | 0             | 0             | 1             | 0             | 0             | 0             | 1           | -4          | 0           | 0           | 2        | -4     | 0           | 0          |
| F. Galíndez   | 11              | 10              | 0               | 0               | 4             | 0             | 0             | 0             | 3             | 1             | 0             | 0             | 2           | 1           | 0           | 0           | 20       | 12     | 0           | 0          |
| A. Garasini   | 8               | 4               | 0               | 0               | 0             | 0             | 0             | 0             | 2             | 1             | 0             | 0             | 0           | 0           | 0           | 0           | 10       | 5      | 0           | 0          |
| P. La Palma   | 1               | 0               | 0               | 0               | 0             | 0             | 0             | 0             | 0             | 0             | 0             | 0             | 0           | 0           | 0           | 0           | 1        | 0      | 0           | 0          |
| A. López      | 16              | 4               | 0               | 0               | 5             | 0             | 0             | 0             | 4             | 0             | 0             | 0             | 2           | 0           | 0           | 0           | 27       | 4      | 0           | 0          |
| J. Mainardi   | 5               | 0               | 0               | 0               | 0             | 0             | 0             | 0             | 1             | 0             | 0             | 0             | 1           | 0           | 0           | 0           | 7        | 0      | 0           | 0          |
| A. Mancinelli | 2               | -1              | 0               | 0               | 2             | -3            | 0             | 0             | 0             | 0             | 0             | 0             | 0           | 0           | 0           | 0           | 4        | -4     | 0           | 0          |
| A. Martín     | 16              | 6               | 0               | 0               | 1             | 0             | 0             | 0             | 4             | 2             | 0             | 0             | 2           | 0           | 0           | 0           | 23       | 8      | 0           | 0          |
| M. Martínez   | 10              | 2               | 0               | 0               | 5             | 0             | 0             | 0             | 2             | 1             | 0             | 0             | 2           | 0           | 0           | 0           | 19       | 3      | 0           | 0          |
| Á. Médici     | 0               | 0               | 0               | 0               | 0             | 0             | 0             | 0             | 0             | 0             | 0             | 0             | 1           | 0           | 0           | 0           | 1        | 0      | 0           | 0          |
| P. Miranda    | 7               | 1               | 0               | 0               | 0             | 0             | 0             | 0             | 3             | 0             | 0             | 0             | 0           | 0           | 0           | 0           | 10       | 1      | 0           | 0          |
| R. Mutis      | 0               | 0               | 0               | 0               | 0             | 0             | 0             | 0             | 0             | 0             | 0             | 0             | 1           | 0           | 0           | 0           | 1        | 0      | 0           | 0          |
| J. Ortega     | 19              | 0               | 0               | 0               | 5             | 0             | 0             | 0             | 4             | 0             | 0             | 0             | 0           | 0           | 0           | 0           | 28       | 0      | 0           | 0          |
| D. Pertini    | 5               | 2               | 0               | 0               | 2             | 0             | 0             | 0             | 0             | 0             | 0             | 0             | 1           | 1           | 0           | 0           | 8        | 3      | 0           | 0          |
| J. Pisa       | 0               | 0               | 0               | 0               | 0             | 0             | 0             | 0             | 0             | 0             | 0             | 0             | 1           | 0           | 0           | 0           | 1        | 0      | 0           | 0          |
| C. Pozzo      | 1               | 0               | 0               | 0               | 3             | 1             | 0             | 0             | 0             | 0             | 0             | 0             | 1           | 0           | 0           | 0           | 5        | 1      | 0           | 0          |
| J. Saliva     | 0               | 0               | 0               | 0               | 1             | 0             | 0             | 0             | 0             | 0             | 0             | 0             | 0           | 0           | 0           | 0           | 1        | 0      | 0           | 0          |
| A. Sánchez    | 0               | 0               | 0               | 0               | 0             | 0             | 0             | 0             | 0             | 0             | 0             | 0             | 1           | 0           | 0           | 0           | 1        | 0      | 0           | 0          |
| A. Taggino    | 1               | 1               | 0               | 0               | 0             | 0             | 0             | 0             | 0             | 0             | 0             | 0             | 0           | 0           | 0           | 0           | 1        | 1      | 0           | 0          |
| D. Tarasconi  | 0               | 0               | 0               | 0               | 0             | 0             | 0             | 0             | 0             | 0             | 0             | 0             | 1           | 1           | 0           | 0           | 1        | 1      | 0           | 0          |
| A. Tesoriere  | 18              | -6              | 0               | 0               | 2             | -2            | 0             | 0             | 4             | -4            | 0             | 0             | 3           | -3          | 0           | 0           | 27       | -15    | 0           | 0          |